# Albert Bitter

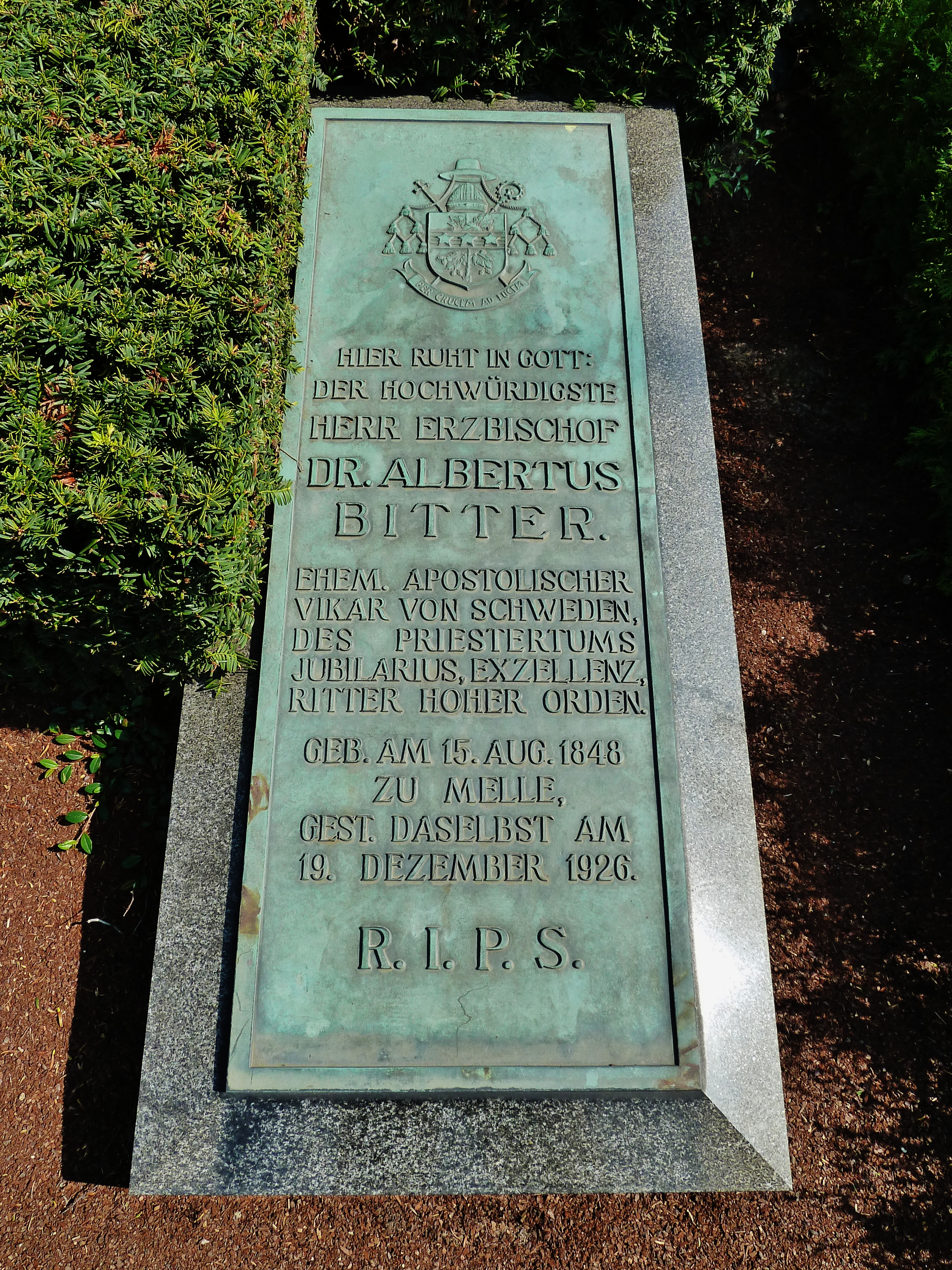
Grav i Meller Friedhof med valspråket: "Per crucem ad lucem", ungefär "Genom korset mot ljuset".

Johan Fredrik Albert Bitter, född 15 augusti 1848 i Melle, Kungariket Hannover, Tyska förbundet, död 19 december 1926, var en tysk katolsk biskop och apostolisk vikarie för Apostoliska vikariatet i Sverige 1886-1923.

## Biografi
Albert Bitter blev präst vid Sankta Eugenia katolska kyrka i Stockholm 1874, kyrkoherde vid Sankt Josefs katolska kyrka i Göteborg 1875 och vid katolska hovförsamlingen i Ludwigslust i Mecklenburg, Kejsardömet Tyskland 1885. Han efterträdde därefter Johan Georg Huber som apostolisk vikarie för Sverige 1886. 1893 biskopsvigdes han och utsågs till titulärbiskop av Doliche. 
Bitter lämnade en inlaga till svenska Skolöverstyrelsen 1921 angående förekommande missuppfattningar av katolicismen i historiska läroböcker i syfte att få dessa korrigerade. Skolöverstyrelsen svarade genom en skrift, författad av Sigfrid von Engeström, Biskop Bitters klagomål (1921).
År 1922 utnämndes han av Rom till titularärkebiskop av Sultania (Persien), varefter han 1923 lämnade Sverige och efterträddes i Apostoliska vikariatet i Sverige av Johannes Evangelista Erik Müller. Han verkade därefter i sin hembygd i Westfalen, Preussen, där han försökte hindra efterkrigsnöden, och verkade för förbättrade svensk-tyska relationer.